# Meurthe
La Meurthe è un fiume del Grande Est e affluente della Mosella, a sua volta affluente del Reno. 

## Descrizione
Nasce nel dipartimento dei Vosgi, tra l'Hohneck ed il col de la Schlucht e, dopo un percorso di 159 km, sfocia nella Mosella dopo il porto di Frouard dopo aver bagnato Nancy. Il fiume ha dato il nome al dipartimento della Meurthe tra 1790 e 1871, poi al successivo Meurthe e Mosella.

## Affluenti e subaffluenti
I principali corsi d'acqua del suo bacino sono, procedendo da monte a valle:
da sinistra:
- La Petite Meurthe
- Le Taintroué
- La Valdange
- La Mortagne
  - L'Arentèle
  - Le Padozel
  - La Belvitte

da destra:
- La Fave
- Le Robache
- Le Hure
- Le Rabodeau
- La Plaine
- La Vezouze
  - Le Vacon
  - La Blette
- Le Sânon
- La Roanne
- Le Grémillon
- L'Amezule